# Рощинский (Ставропольский край)
Ро́щинский — хутор в Кочубеевском районе (муниципальном округе) Ставропольского края России.

## Варианты названия
- Роща
- Рощенский[3]

## География
Расстояние до краевого центра: 75 км.
Расстояние до районного центра: 43 км.

## История
До 16 марта 2020 года хутор входил в упразднённый Георгиевский сельсовет.

## Население
| 1989 | 2002 | 2010 | 2014 |
| ---- | ---- | ---- | ---- |
| 470  | ↘371 | ↘332 | ↘300 |

По данным переписи 2002 года в национальной структуре населения преобладают русские (74 %).

## Инфраструктура
- Сельская библиотека. Открыта в 1952 году[9]
- Фельдшерско-акушерский пункт[10]. С 2023 года в новом здании[11].
- Колхоза «Красный животновод». Упоминается в 1946—1953 годах[12]

## Кладбище
Примерно в 500 м от улицы Мира расположено общественное открытое кладбище площадью 15 тыс. м².

## Памятники
- Могила мирных жителей, погибших в годы Великой Отечественной войны. 1942—1943, 1948 года[14]